# Mohammad Hasan Sharq
Mohammad Hasan Sharq (pastó: محمد حسن شرق, Anar Dara, 17 de julho de 1925) é um ex-político comunista afegão (pertencente à facção Parcham) que atuou no governo comunista do Afeganistão. Sharq tornou-se Presidente do Conselho de Ministros do governo da República Democrática do Afeganistão, apoiada pela União Soviética. Ele foi selecionado como candidato de compromisso depois que uma loya jirga ratificou uma nova constituição em 1987. No entanto, o poder do seu cargo era relativamente pequeno em comparação com os poderes detidos pela presidência.

## Carreira
Sharq serviu como porta-voz do anterior presidente do Conselho de Ministros, Mohammed Daoud Khan, durante o Reino do Afeganistão. Quando Daoud assumiu os cargos de primeiro-ministro, ministro da Defesa e ministro das Relações Exteriores, nomeou Sharq como seu vice-primeiro-ministro. Sharq foi Ministro das Finanças de Daoud de 1975 a cerca de 1976. Ele também serviu como porta-voz do então primeiro-ministro Daud Khan e de seu partido Milli Ghurzang.
Em Março de 1986, o ministro dos Negócios Estrangeiros afegão, Abdul Wakil, convidou os líderes mujahidin, o antigo rei Maomé Zair Xá e ex-ministros de governos anteriores a juntarem-se a um governo de unidade nacional. O novo parlamento que se reuniu em 30 de maio de 1989, duas semanas após a entrada em vigor dos Acordos de Genebra e o início da retirada das tropas soviéticas em 1989, consistia em 184 deputados da câmara baixa e 115 senadores; 62 cadeiras na Câmara e 82 no Senado ficaram vagas para a "oposição" da resistência. Como candidato de compromisso, Sharq foi escolhido pelo Presidente Mohammad Najibullah para ser o novo Presidente do Conselho de Ministros, substituindo o Sultão Ali Keshtmand. A nomeação pretendia reforçar dramaticamente a ideia de que o Partido Democrático do Povo do Afeganistão (PDPA) iria ficar em segundo plano. A nova constituição, no entanto, conferiu poderes fundamentais à presidência e Najibullah não desistiu desse papel central.
Sharq serviu como Vice-Presidente do Conselho de Ministros do regime desde Junho de 1987 e antes disso como seu Embaixador na Índia. A associação de Sharq com a facção comunista Parcham, que remonta ao governo Daoud, tornou a denominação "não-PDPA" sem sentido. Da mesma forma, em 7 de Junho, quando Sharq anunciou o seu gabinete, composto por 11 novos membros e 10 antigos, as credenciais não partidárias dos “novos” ministros foram minadas pelo facto de a maioria ter servido anteriormente ao governo do regime noutras funções. Além disso, os poderosos ministérios do Interior, da Segurança do Estado e dos Negócios Estrangeiros permaneceram nas mãos do PDPA. A principal excepção foi o esforço para recrutar um comandante da resistência ou um respeitado general reformado de uma época anterior para se tornar ministro da defesa. Este posto permaneceu aberto por algum tempo, mas em agosto foi finalmente entregue ao Chefe do Estado-Maior do Exército, General Shahnawaz Tanai, da facção comunista Khalq.
Assim, quase dois anos depois de ter anunciado a política de reconciliação nacional em janeiro de 1987, Najibullah não conseguiu atrair uma única figura importante da resistência ou um refugiado afegão proeminente para se juntar ao governo. Durante 1988, duas novas províncias foram criadas - Sar-e Pol no norte e Nuristão no nordeste - através da separação de territórios de províncias adjacentes. Em cada caso, o objectivo parece ter sido criar uma nova entidade onde uma minoria étnica, os Hazaras e os Nuristanis respectivamente, dominariam. Este reajuste garantiria a representação destes grupos étnicos no novo parlamento. Ao mesmo tempo, o governo Sharq aboliu o ministério especial para as nacionalidades que tinha conotações de um sistema de estilo soviético. Em Fevereiro de 1989, Sharq demitiu-se do governo de Najibullah, uma medida que sublinha o fracasso dos afegãos em estabelecer um governo de reconciliação nacional. Residente no distrito de Anar Dara, na província ocidental de Farah, Sharq foi primeiro-ministro no governo de Najibullah de 1986 a 1990.